# Andraž Vehovar
Andraž Vehovar, slovenski kanuist, * 1. marec 1972, Ljubljana.
Vehovar je največji uspeh kariere dosegel z osvojitvijo srebrne medalje na Olimpijskih igrah 1996 v Atlanti. Za ta uspeh je bil izbran za Slovenskega športnika leta za 1996. Leta 2025 je bil sprejet v Hram slovenskih športnih junakov.